# Departamento de Donga
Donga es uno de los doce departamentos (départements) de Benín, situado en el oeste del país, en la frontera con Togo. 

## Población y territorio
Tiene 10.691 kilómetros cuadrados de superficie y una población de 543 130 personas. La densidad poblacional asciende a veintisiete habitantes por kilómetro cuadrado.